# حقبة من التاريخ
كتاب حقبة من التاريخ من تأليف عثمان بن محمد الخميس كتاب تخصص للفترة ما بين وفاة النبي إلى مقتل الحسين سنة 61 هـ، قسّمه المؤلف إلى مقدمة وثلاثة أبواب، وذكر في المقدمة ثلاث مقاصد وهي: كيفية قراءة التاريخ، ولمن نقرأ في التاريخ؟ وبعض وسائل الإخباريين في تشويه التاريخ، وسرد في الباب الأول الأحداث التاريخية من وفاة النبي إلى سنة إحدى وستين من الهجرة النبوية، وتكلم في الباب الثاني عن عدالة الصحابة، مع ذكر أهم الشُّبَه التي أُثِيرت حولهم وبيان الحق فيها، وتناول في الباب الثالث قضية الخلافة، وناقش أدلة الشيعة على أولوية علي بن أبي طالب بالخلافة من أبي بكر وعمر وعثمان.

## محتوى الكتاب
عاد المؤلف إلى منابع التاريخ الأولى لمحاولة الفرز بين ما هو صحيح وكاذب عن حقبة تاريخية فاصلة تعد هي البداية الحقيقية لكل ما تعانيه الأمة الإسلامية حتى يومنا هذا وهي ما يسمى بالفتنة الكبرى ولكنه لم يقم بالسرد التاريخي المعتاد لهذه الواقعة إنما بدأ في فصله الأول من الكتاب ببيان كيفية قراءة التاريخ ومنهج التثبت من هذا التاريخ ليتبعه بالسرد التاريخي الذي يسبق إلى فترة ما قبل هذه المرحلة أي تاريخ الخلافة بدءً من أبي بكر الصديق مرورًا بتلك الفتنة الكبرى وصولاً إلى مبايعة يزيد وخروج الحسين إلى الكوفة. لم يقف الكتاب عند هذا الحد وإنما تعرض أيضًا في فصلي الكتاب الثالث والرابع إلى ما يردد حول عدالة الصحابة والشبهات التي قيلت عنهم والرد علي جميعها وأخيرًا الأحاديث التي يحتج بها الشيعة للدلالة على أحقية الإمام علي بالإمامة وكذلك الرد عليهم فقد جمع المؤلف في كتابه بين المنهج الواجب اتباعه في قراءة التاريخ والتطبيق في السرد التالي له وأخيرًا تفنيد الأكاذيب بالدلائل والحجج.
من أهم النقاط التي ناقشها الكتاب سقيفة بني ساعدة، قصة الشورى، المآخذ على عثمان بن عفان، مقتل عثمان بن عفان، خلافة علي بن أبي طالب، معركة الجمل، معركة صفين، معركة النهروان، مقتل علي بن أبي طالب، خلافة الحسين بن علي عام الجماعة، خلافة معاوية بن أبي سفيان، خلافة يزيد بن معاوية، مقتل الحسين بن علي، عدالة الصحابة، أهم الشبهات على الصحابة والرد عليها، الإمامة، كما تحدث المؤلف عن الكتب الحديثة التي ألَّفَ أصحابها في التاريخ والتي تهتم بجمال القصة أو تشويه الصورة ككتب عباس العقاد في كتبه العبقريات وخالد محمد خالد في كتابه رجال حول الرسول وخلفاء الرسول وطه حسين في كتابه موقعة الجمل والفتنة الكبرى، وقال عثمان الخميس: «فهولاء عندما يتكلمون عن التاريخ يهتمون بالسياق وجمال القصة وحسن السبك بغض النظر عن صحة القصة والبعض يقصد التشويه لحاجة في نفسه.[بحاجة لمصدر]»

## وصلات خارجية
- حقبة من التاريخ صوتيات، نداء الإسلام.